# 城山公園 (香取市)
座標: 北緯35度51分37.55秒 東経140度35分36.75秒 / 北緯35.8604306度 東経140.5935417度

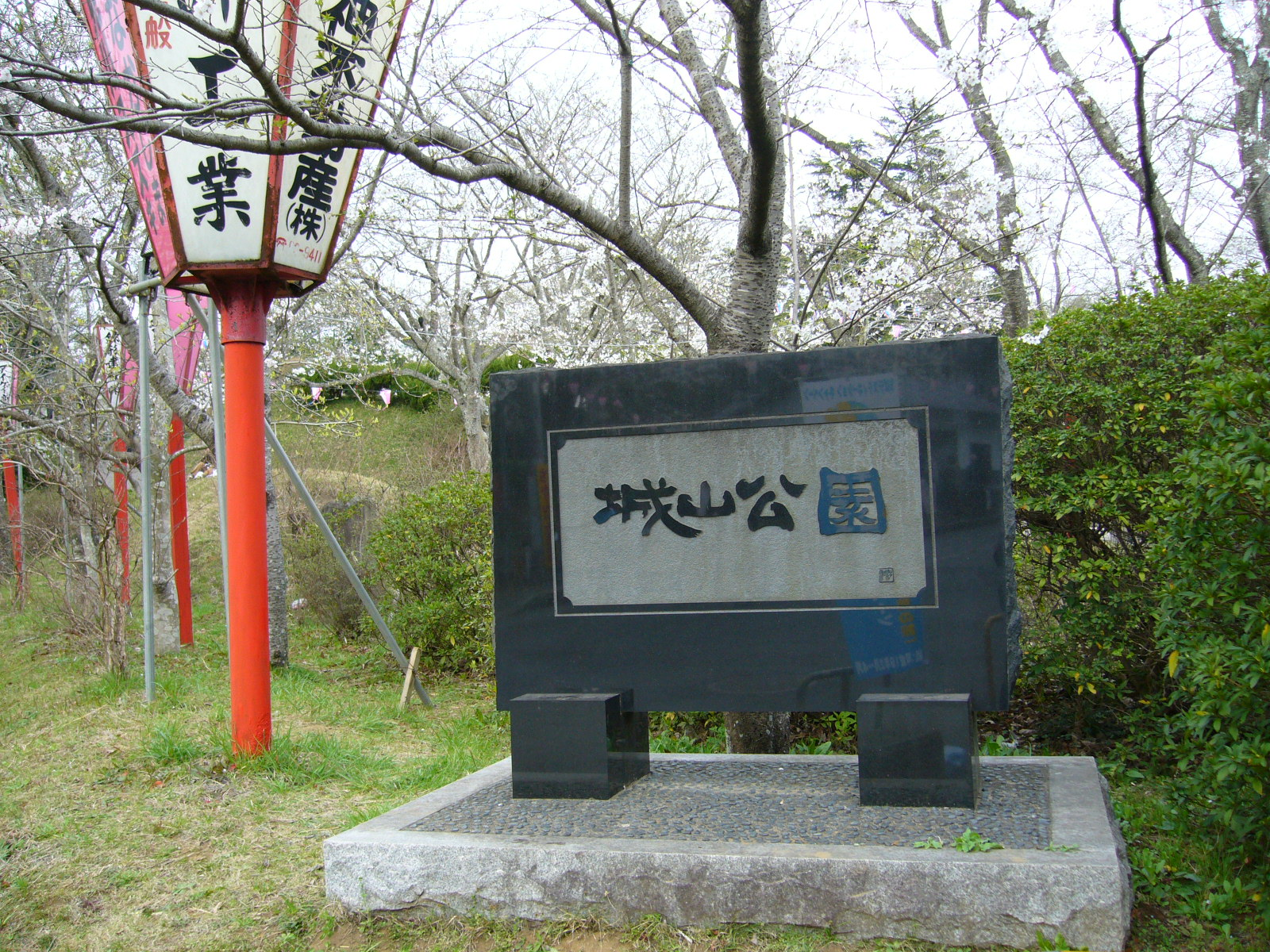
城山公園入口

城山公園（じょうやまこうえん）は、千葉県香取市小見川にある公園で、サクラやツツジの名所として知られる。

## 概要

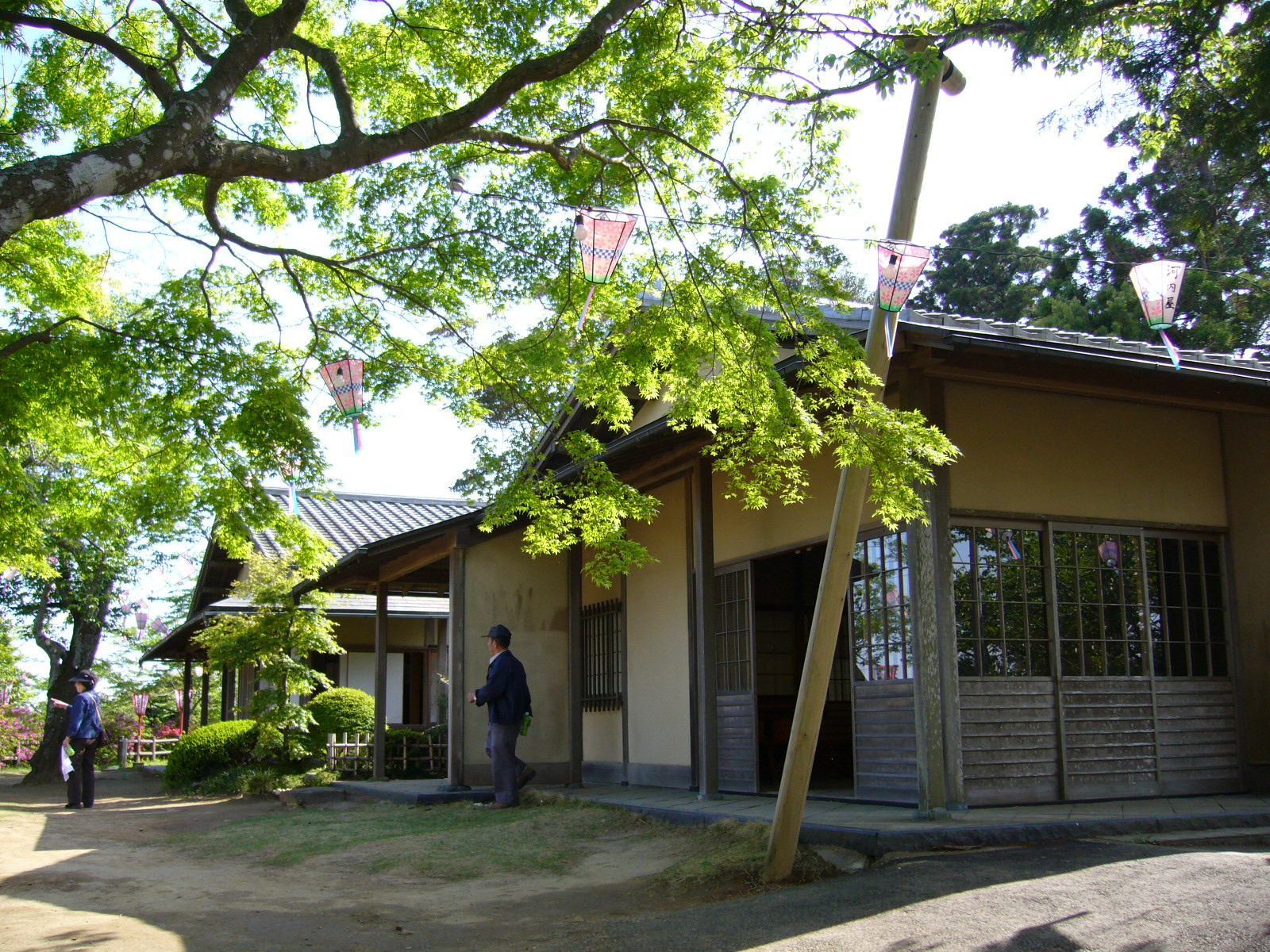
清風荘

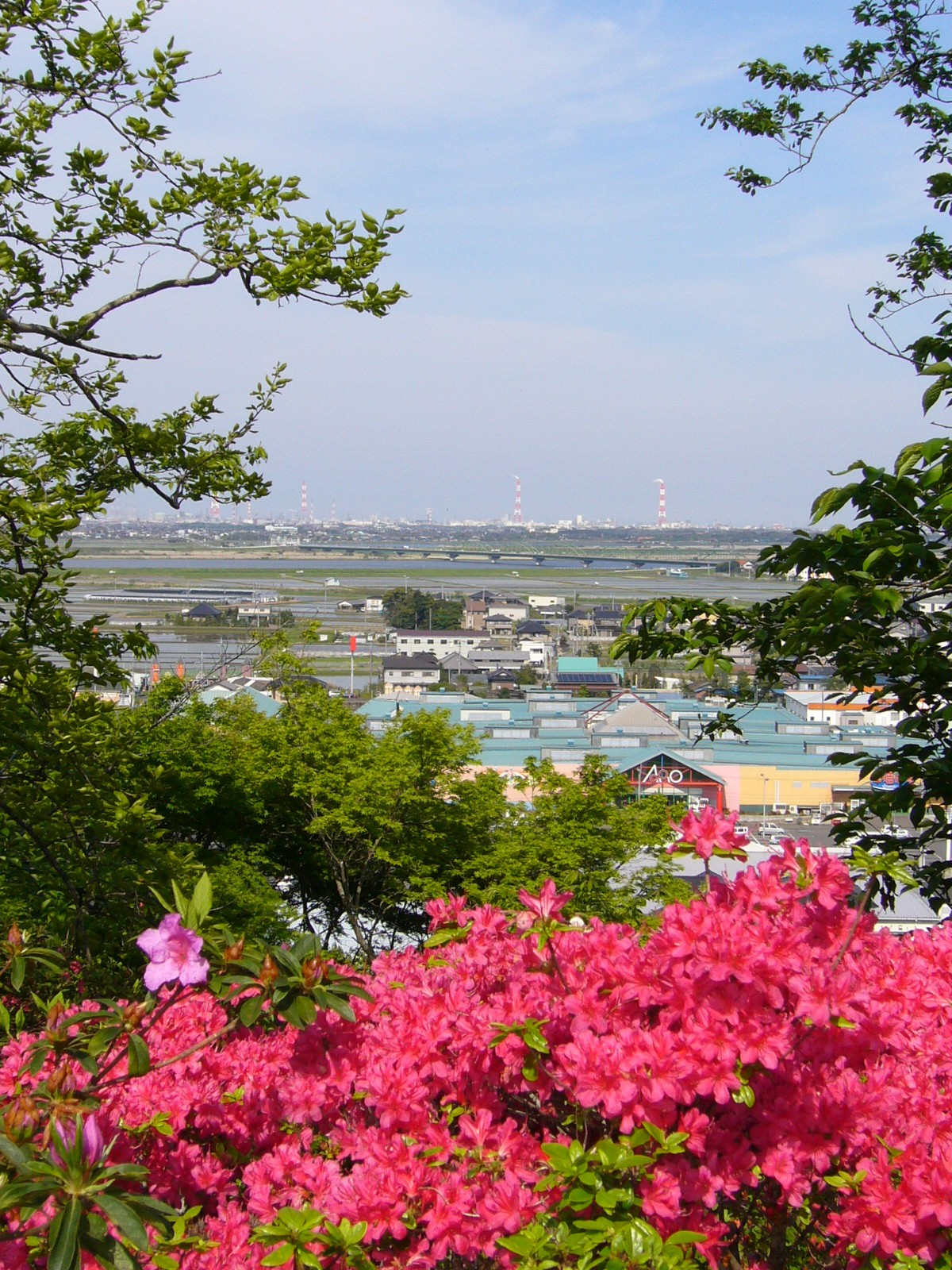
公園からの眺め（小見川大橋と鹿島臨海工業地帯）

公園内にはサクラやツツジが植えられ、3月下旬から5月初旬にかけて桜つつじまつりが開催される。下総台地上に位置するため小見川市街地や鹿嶋・神栖方面を望むことができる。また、清風荘と呼ばれる和風の建物があり、有料で借りることができる。
公園内には城山古墳群と呼ばれる古墳群がある。また1199年（建久10年）に粟飯原朝秀が築城したと伝えられる小見川城址があり、土塁や空堀、土橋、曲輪などが残っている。

## 周辺
- 千葉県立小見川高等学校
- 香取市立小見川中学校
- 黒部川
- 香取神宮
- 佐原の町並み
- 橘ふれあい公園

## 交通アクセス

### 公共交通
- JR小見川駅から徒歩1.5km
- JR東京駅から千葉交通佐原経由銚子行き高速バス、下小堀下車徒歩0.7km

### 道路
- 国道356号小見川大橋入口交差点から千葉県道・茨城県道44号成田小見川鹿島港線成田方面へ0.7km　駐車場あり